# اودوراوانا مگوداگامدا
اودوراوانا مگوداگامدا (به لاتین: Udurawana Megodagammedda) یک منطقهٔ مسکونی در سری‌لانکا است که در استان مرکزی (سری‌لانکا) واقع شده‌است.